# Фернанду (герцог Визеу)
Принц Фернанду (порт. Fernando, Infante de Portugal, 17 ноября 1433, Алмейрин — 18 ноября 1470, Сетубал, Сетубал) — португальский принц из Ависской династии, герцог Визеу, герцог Бежа. Сын португальского короля Дуарте I и Элеоноры Арагонской.

## Происхождение
Будучи третьим сыном в королевской семье, Фернанду дважды оказывался наследным принцем Португалии. Первый раз — между 1438 и 1451 годами, когда его старший брат Афонсу V был королём, не имея наследников. В 1451 году у короля родился сын, и Фернанду потерял свой статус. Но в этом же году младенец умер, и Фернанду опять стал наследным принцем. Второй раз Фернанду потерял наследный титул, когда у короля в следующем 1452 году родилась дочь.

## Молодые годы
В 1452 году Фернанду (очевидно, после того, как стало ясно, что он не будет португальским королём), воспитанный как и все сыновья Дуарте I в рыцарских традициях, пустился на поиски приключений. По одним предположениям, он пытался добраться до португальских анклавов в северной Африке, по другим — Фернанду хотел присоединиться к своему дяде Альфонсо V Великодушному в его военной кампании в южной Италии. Фернанду отправился в это путешествие без разрешения короля. Когда Афонсу V стало об этом известно, он приказал герцогу Одемира, патрулирующему Гибралтарский пролив, перехватить корабль Фернанду, что и было исполнено — Фернанду вернулся в Португалию.

## Титулы
В 1453 году король пожаловал Фернанду титул 1-го герцога Бежа. В 1460 году, когда умер его дядя Генрих Мореплаватель, к Фернанду перешёл титул герцога Визеу. Тогда же к нему перешло руководство Ависским орденом. В 1460—1470 годах Фернанду возглавлял португальскую кампанию по открытию новых земель.

## Зрелые годы
Своё стремление повоевать Фернанду реализовал в 1458 году — он участвовал в захвате португальцами анклава Ксар ес-Сегир (порт. Ksar es-Seghir) в Северной Африке. Эту военную кампанию возглавлял король. В 1468 году уже сам Фернанду возглавлял успешную военную кампанию португальцев против города Анфа (порт. Anfa) в Северной Африке, служившего пристанищем морским пиратам.
Принц Фернанду умер в 1470 году и был похоронен в монастыре города Бежа, основанного его женой.

## Семья
Фернанду был женат на своей двоюродной сестре — Беатрис. У них было 9 детей:
- Инфант Жуан (1448—1472), 3-й герцог Визеу, 2-й герцог Бежа, 7-й Коннетабль Португалии.
- Инфант Диого (1450—1484), 4-й герцог Визеу, 3-й герцог Бежа.
- Инфант Дуарте, умер в младенчестве.
- Инфант Динис, умер в младенчестве.
- Инфант Симан, умер в младенчестве.
- Принцесса Леонора Ависская (1458—1525), вышедшая замуж за короля Жуана II, ставшая королевой Португалии.
- Инфанта Изабель Визеу (1459—1521), вышедшая замуж за Фернандо II, герцога Браганса.
- Принц Мануэл (1469—1521), 5-й герцог Визеу, 4-й герцог Бежа, ставший королём Португалии под именем Мануэл I после смерти своего двоюродного брата Жуана II.
- Инфанта Катарина, умерла в младенчестве.